# François Brochet
Pour les articles homonymes, voir Brochet.
François Brochet, né le 3 janvier 1925 à Paris et mort dans cette même ville le 10 août 2001, est un sculpteur et peintre français.

## Biographie
Son père Henri Brochet (1898-1952), élève du peintre fauve Victor Dupont (1873-1941), fut collaborateur d'Henri Ghéon. Il était peintre et metteur en scène de théâtre,.
Il est l'élève de Denis Fernand Py. A Auxerre, il apprend avec lui le dessin, la sculpture sur bois et la polychromie.
En 1942, il rencontre à Vézelay l'architecte Le Corbusier. En 1955, il expose à Vézelay avec Bernard Buffet et Michel Ciry. 
François Brochet est soldat durant la Guerre d'Indochine dont il revient en 1946.
En 1981, il fait don de plus de cent sculptures à la ville d'Auxerre, dont l'ensemble Massacre des Innocents.
Il est particulièrement connu pour trois sculptures ornant les rues d'Auxerre : le Monument à Cadet Rousselle, le Monument à Restif de la Bretonne et le Monument à Marie Noël (1977),. Plusieurs dizaines de ses œuvres sont exposées dans le musée de la chapelle des Visitandines qui lui est largement consacré,. À Auxerre se trouve également un buste qu'il a réalisé de l'ancien maire Jean Moreau.
François Brochet est enterré au cimetière Dunant à Auxerre.
Il est le cousin de France Gall (petite-fille de Paul Berthier) : elle donne d'ailleurs un concert privé à son domicile auxerrois vers 1965.
Le catalogue de l’œuvre de François Brochet est réalisé par la galerie l'été à Vézelay 52 rue Saint Étienne 89450 VEZELAY site: www.ete-a-vezelay.com

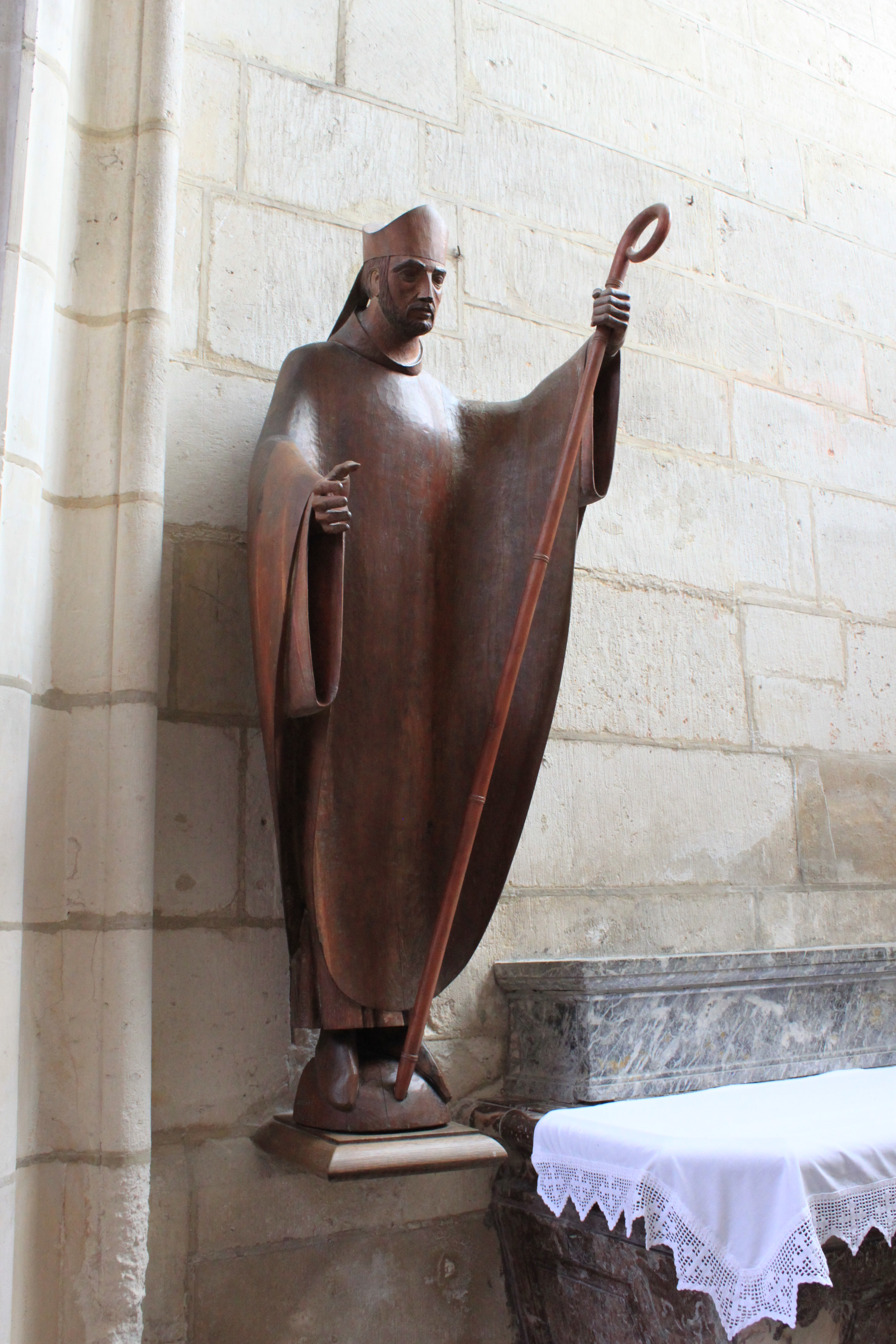
Saint Germain, cathédrale d'Auxerre. bois. 1959

## Récompenses et distinctions
- Prix Bourdelle 1963 (avec Claude Abeille)[12] dont l'obtention leur permettent d'exposer au musée Bourdelle dès l'année suivante.
- Chevalier des Arts et des Lettres[2].
- La chapelle des Visitandines d'Auxerre au 100, rue de Paris conserve nombre de ses œuvres et abrite également la fondation François-Brochet[7].